# Lou Hoàng
Hoàng Kim Long (sinh ngày 6 tháng 3 năm 1994), thường được biết đến với nghệ danh Lou Hoàng, là một nam ca sĩ kiêm sáng tác nhạc và rapper người Việt Nam.

## Tiểu sử
Lou Hoàng bắt đầu ca hát từ cấp Ba ở đội văn nghệ của Trường Trung học phổ thông Nguyễn Thượng Hiền, Thành phố Hồ Chí Minh. Thậm chí mê đến mức học hành có chút sa sút, bị giáo viên "mắng vốn" về nhà. Lou Hoàng cũng từng xuất hiện trong cuộc thi Ngôi sao Việt, anh gây ấn tượng với ngoại hình cao ráo, gương mặt thân thiện, và đặc biệt là khả năng hát được nhiều dòng nhạc khác nhau.
Lou Hoàng cho biết anh đã từng trải qua một quãng thời gian rất khó khăn khi anh thuyết phục gia đình anh đi theo con đường âm nhạc. Khi mới biết Lou Hoàng có ý định bước chân vào nghề ca hát, cha mẹ anh đã phản đối rất dữ dội, mặc dù bị gia đình phản đối nhưng anh vẫn quyết tâm theo đuổi ước mơ ca hát. Anh bỏ học ở Trường Đại học Sư phạm Thành phố Hồ Chí Minh và đi tìm cơ hội phát triển sự nghiệp, mẹ của Lou Hoàng thậm chí đã đuổi anh ra khỏi nhà vì không nghe lời. Những ngày đầu ra ngoài tự lập, Lou Hoàng đi hát ở các phòng trà, một buổi tối đi hát anh được trả khoảng 200 ngàn tiền thù lao. Lou Hoàng sau đó gặp được nhạc sĩ Only C và được nhạc sĩ này nhận làm học trò.
Năm 2024 Lou Hoàng tham gia Anh trai "say hi".
| “                   | Có một người con đi theo ngành âm nhạc, trái với truyền thống của gia đình là một điều thật khó chấp nhận. Trong mắt các bậc phụ huynh, thì ca sĩ là một nghề rất bấp bênh, nay đây và mai đó. Nhưng đối với tôi, thì chỉ cần mỗi sớm mai tôi thức dậy, được làm công việc mà mình thích và sống được với nghề của mình, như vậy là quá đủ. | ” |
| — Lou Hoàng chia sẻ | |   |

## Sản phẩm âm nhạc
| Năm  | Tựa đề                          | Video âm nhạc | Sáng tác                     | Hợp tác                       |
| ---- | ------------------------------- | ------------- | ---------------------------- | ----------------------------- |
| 2015 | "Ngày em đi"                    | Có            | Only C Lou Hoàng             | Only C                        |
| 2015 | "Phở" (Kungfu Phở OST)          | Có            | Only C                       | Only C                        |
| 2015 | "Đắng lòng thanh niên"          | Có            | Only C Lou Hoàng             | Only C, Avatar Boys           |
| 2015 | "Không có em"                   | Có            | Lou Hoàng Nguyễn Phúc Thiện  | Không có                      |
| 2016 | "Hãy đợi đấy"                   | Có            | Lou Hoàng Only C             | Only C                        |
| 2016 | "Đếm ngày xa em"                | Có            | Nguyên Jenda                 | Only C                        |
| 2016 | "Em có yêu anh không"           | Không         | Only C Nguyễn Tuấn Vinh      | Only C                        |
| 2016 | "Tạm biệt em"                   | Không         | Lou Hoàng Only C             | Only C                        |
| 2016 | Yêu một người có lẽ             | Có            | Only C T.I.N Lou Hoàng       | Miu Lê                        |
| 2016 | "Giá như anh lặng im"           | Có            | Nguyên Jenda                 | Only C, Quang Hùng MasterD    |
| 2016 | "Mình là gì của nhau"           | Có            | Lou Hoàng Only C             | Không có                      |
| 2016 | "Chất riêng của anh"            | Có            | Lou Hoàng Only C             | Only C, Rocker Nguyễn, Hữu Vi |
| 2017 | "Não cá vàng"                   | Có            | Lou Hoàng Only C             | Only C                        |
| 2017 | "Em chưa 18"                    | Không         | Lou Hoàng Only C             | Will, Kaity Nguyễn            |
| 2017 | "Vị quê nhà"                    | Có            | Lou Hoàng Only C             | Noo Phước Thịnh               |
| 2017 | "L.O.V.E"                       | Có            | Lou Hoàng Only C             | Không có                      |
| 2017 | "Do em quá tệ"                  | Không         | Only C                       | Isaac                         |
| 2018 | "Nobody"                        | Có            | Lou Hoàng Only C             | Keng                          |
| 2018 | "Yes, I do"                     | Có            | Nguyễn Phúc Thiện Lou Hoàng  | Only C                        |
| 2018 | "Tối nay một mình"              | Có            | Nguyễn Phúc Thiện Lou Hoàng  | Không có                      |
| 2018 | "Mắt nhắm môi chạm"             | Có            | Lou Hoàng                    | KARA                          |
| 2019 | "Yêu em dại khờ"                | Có            | Nguyên Jenda Lou Hoàng       | Không có                      |
| 2019 | "Cảm giác lúc ấy sẽ ra sao"     | Có            | Hưng Cacao Only C Lou Hoàng  | Không có                      |
| 2019 | "Không sao mà, em đây rồi"      | Có            | Lyly Suni Hạ Linh            | Suni Hạ Linh                  |
| 2019 | "Là bạn không thể yêu"          | Có            | Lou Hoàng Quang Hùng MasterD | Không có                      |
| 2019 | "Vì yêu anh sẽ"                 | Có            | Only C Nguyễn Phúc Thiện     | Không có                      |
| 2020 | "2 giờ chiều"                   | Có            | Isaac Only C Lou Hoàng       | Isaac                         |
| 2020 | "Bạn cấp 3"                     | Có            | Lou Hoàng Kan                | Không có                      |
| 2020 | "Một mình có buồn không?"       | Có            | Lyly Only C Rhymastic        | Thiều Bảo Trâm                |
| 2020 | "1000x (Ngàn lần)"              | Có            | Rhymastic                    | Amee, Rhymastic               |
| 2022 | "Bắt cóc con tim"               | Có            | Only C Lou Hoàng             | OnlyC                         |
| 2023 | "Thích hay là yêu"              | Có            | Lou Hoàng                    | OnlyC                         |
| 2023 | "EMOI EMOI"                     | Có            | Only C Lou Hoàng             | OnlyC                         |
| 2024 | "Ngày Đẹp Trời Để Nói Chia Tay" | Có            | Brozy Lou Hoàng              | Không có                      |

## Thành tích
- Được đề cử Ca sĩ triển vọng Làn sóng xanh 2017[cần dẫn nguồn]
- Đạt giải Ca sĩ triển vọng YAN Vpop 20 Awards năm 2016 [7]
- Đạt giải Ca khúc song ca được yêu thích của Zing Music Awards 2016 [8]
- Được đề cử ở hạng mục Ca sĩ mới nổi bật của We Choice Awards 2016[cần dẫn nguồn]